# Station Oberursel (Taunus)
Station Oberursel (Taunus) is een voorstadsstation in de Duitse plaats Oberursel (Taunus) in de nabijheid van Frankfurt am Main. Het station werd in 1860 geopend, en wordt heden ten dage bediend door de S-bahn en de lijn U3 van de metro.